# Huitième circonscription de la Moselle
La huitième circonscription de la Moselle est l'une des 9 circonscriptions législatives françaises que compte le département de la Moselle (57) situé en région Grand Est.

## Description géographique et démographique

### De 1958 à 1986
Le département avait huit circonscriptions.
La huitième circonscription de la Moselle était composée de :
- canton d'Albestroff
- canton de Château-Salins
- canton de Delme
- canton de Dieuze
- canton de Fénétrange
- canton de Lorquin
- canton de Phalsbourg
- canton de Réchicourt-le-Château
- canton de Sarrebourg
- canton de Vic-sur-Seille

Source : Journal Officiel du 14-15 Octobre 1958.

### De 1988 à 2010
Le département avait dix circonscriptions.
La huitième circonscription de la Moselle telle que délimitée par le découpage électoral de la loi n°86-1197 du 24 novembre 1986
 regroupait les divisions administratives suivantes :
- canton de Bouzonville
- canton de Fameck
- canton de Metzervisse
- canton de Rombas.

D'après le recensement général de la population en 1999, réalisé par l'Institut national de la statistique et des études économiques (INSEE), la population de cette circonscription est estimée à 104 991 habitants,.

### Depuis 2012
Le redécoupage des circonscriptions législatives réalisé en 2010 et entrant en application à compter des élections législatives de juin 2012, a modifié le nombre de circonscriptions du département (passant de dix à neuf) et la composition de cette circonscription :
- canton d'Algrange
- canton de Fameck
- canton de Florange
- canton de Fontoy
- canton d'Hayange
- canton de Moyeuvre-Grande
- ainsi que la commune de Terville.

Carte de la huitième circonscription de la Moselle de 1958 à 1986
Carte de la huitième circonscription de la Moselle de 1986 à 2012

## Historique des députations
| Législature | Début de mandat | Fin de mandat  | Député             | Parti politique | Observations                                                                                                 |
| ----------- | --------------- | -------------- | ------------------ | --------------- | --- |
| IXe         | 23 juin 1988    | 1er avril 1993 | Jean Kiffer        | Apparenté RPR   | |
| Xe          | 2 avril 1993    | 21 avril 1997  | Jean Kiffer,       | Apparenté RPR,  | Mandat écourté à la suite d'une dissolution parlementaire décidée par Jacques Chirac.                        |
| XIe         | 12 juin 1997    | 18 juin 2002   | Jean-Marie Aubron  | PS              | |
| XIIe        | 19 juin 2002    | 19 juin 2007   | Jean-Marie Aubron, | PS,             | |
| XIIIe       | 20 juin 2007    | 16 juin 2012   | Aurélie Filippetti | PS              | Joëlle Borowski lui succède du 17 au 19 juin 2012, après sa nomination comme dans le gouvernement Ayrault I. |
| XIIIe       | 17 juin 2012    | 19 juin 2012   | Joëlle Borowski    | PS              | Joëlle Borowski lui succède du 17 au 19 juin 2012, après sa nomination comme dans le gouvernement Ayrault I. |
| XIVe        | 20 juin 2012    | 20 juin 2017   | Michel Liebgott    | PS              | |
| XVe         | 21 juin 2017    | 21 juin 2022   | Brahim Hammouche   | MoDem           | |
| XVIe        | 22 juin 2022    | 9 juin 2024    | Laurent Jacobelli  | RN              | Mandat écourté à la suite d'une dissolution parlementaire décidée par Emmanuel Macron.                       |
| XVIIe       | 18 juillet 2024 | En cours       | Laurent Jacobelli  | RN              | |

## Historique des élections

### Élections de 1958
| Candidat       | Candidat            | Parti          | Premier tour | Premier tour | Second tour | Second tour |  |
| Candidat       | Candidat            | Parti          | Voix         | %            | Voix        | %           |  |
| -------------- | ------------------- | -------------- | ------------ | ------------ | ----------- | ----------- |  |
|                | Georges Thomas élu  | MRP            | 19 052       | 45,57        | 23 022      | 53,37       |  |
|                | René Peltre         | CNIP           | 17 213       | 41,17        | 17 932      | 41,57       |  |
|                | Alfred Schmidt      | CR             | 3 527        | 8,44         | 2 186       | 5,07        |  |
|                | Pierre-Georges Thil | SFIO           | 1 063        | 2,54         |             |             |  |
|                | Jean Chailly        | PCF            | 950          | 2,27         |             |             |  |
|                |                     |                |              |              |             |             |  |
| Inscrits       | Inscrits            | Inscrits       | 54 692       | 100,00       | 54 694      | 100,00      |  |
| Abstentions    | Abstentions         | Abstentions    | 11 086       | 20,27        | 10 518      | 19,23       |  |
| Votants        | Votants             | Votants        | 43 606       | 79,73        | 44 176      | 80,77       |  |
| Blancs et nuls | Blancs et nuls      | Blancs et nuls | 1 801        | 4,13         | 1 036       | 2,35        |  |
| Exprimés       | Exprimés            | Exprimés       | 41 805       | 95,87        | 43 140      | 97,65       |  |

Le suppléant de Georges Thomas était Pierre Hourt.

### Élections de 1962
|                | Henri Karcher élu      | UNR-UDT        | 26 750 | 62,78  |  |  |  |
|                | Georges Thomas sortant | MRP            | 14 743 | 34,6   |  |  |  |
|                | Oscar Ladurelle        | PCF            | 1 113  | 2,61   |  |  |  |
|                |                        |                |        |        |  |  |  |
| Inscrits       | Inscrits               | Inscrits       | 54 609 | 100,00 |  |  |  |
| Abstentions    | Abstentions            | Abstentions    | 10 673 | 19,54  |  |  |  |
| Votants        | Votants                | Votants        | 43 936 | 80,46  |  |  |  |
| Blancs et nuls | Blancs et nuls         | Blancs et nuls | 1 330  | 3,03   |  |  |  |
| Exprimés       | Exprimés               | Exprimés       | 42 606 | 96,97  |  |  |  |

Le suppléant de Henri Karcher était le Docteur Ottmar Hansch, conseiller général, conseiller municipal de Sarrebourg.

### Élections de 1967
| Candidat       | Candidat              | Parti          | Premier tour | Premier tour | Second tour | Second tour |  |
| Candidat       | Candidat              | Parti          | Voix         | %            | Voix        | %           |  |
| -------------- | --------------------- | -------------- | ------------ | ------------ | ----------- | ----------- |  |
|                | Georges Thomas élu    | Modérés        | 17 248       | 37,95        | 24 811      | 54,46       |  |
|                | Henri Karcher sortant | UD-Ve          | 17 121       | 37,67        | 20 747      | 45,54       |  |
|                | Michel Barthélemy     | CD (PDM)       | 5 994        | 13,19        | Retrait     | Retrait     |  |
|                | Jean-Marie Heckmann   | Modérés        | 3 181        | 7            |             |             |  |
|                | Oscar Ladurelle       | PCF            | 1 902        | 4,19         |             |             |  |
|                |                       |                |              |              |             |             |  |
| Inscrits       | Inscrits              | Inscrits       | 54 257       | 100,00       | 54 245      | 100,00      |  |
| Abstentions    | Abstentions           | Abstentions    | 7 735        | 14,26        | 7 734       | 14,26       |  |
| Votants        | Votants               | Votants        | 46 522       | 85,74        | 46 511      | 85,74       |  |
| Blancs et nuls | Blancs et nuls        | Blancs et nuls | 1 076        | 2,31         | 953         | 2,05        |  |
| Exprimés       | Exprimés              | Exprimés       | 45 446       | 97,69        | 45 558      | 97,95       |  |

Le suppléant de Georges Thomas était le Docteur Marcel Stock, médecin à Dieuze.
Georges Thomas siégea au groupe UDR.

### Élections de 1968
|                | Pierre Messmer élu  | UDR (URP)      | 31 505 | 72,24  |  |  |  |
|                | Jean-Marie Heckmann | CD (PDM)       | 8 925  | 20,47  |  |  |  |
|                | Gérard Weisberg     | FGDS           | 1 598  | 3,66   |  |  |  |
|                | Oscar Ladurelle     | PCF            | 1 583  | 3,63   |  |  |  |
|                |                     |                |        |        |  |  |  |
| Inscrits       | Inscrits            | Inscrits       | 54 115 | 100,00 |  |  |  |
| Abstentions    | Abstentions         | Abstentions    | 9 436  | 17,44  |  |  |  |
| Votants        | Votants             | Votants        | 44 679 | 82,56  |  |  |  |
| Blancs et nuls | Blancs et nuls      | Blancs et nuls | 1 068  | 2,39   |  |  |  |
| Exprimés       | Exprimés            | Exprimés       | 43 611 | 97,61  |  |  |  |

Le suppléant de Pierre Messmer était Maurice Jarrige, chef des services administratifs, maire de Trois-Fontaines. Maurice Jarrige remplaça Pierre Messmer,nommé membre du gouvernement, du 13 août 1968 au 16 septembre 1969.

### Élections partielles de 1969
(Démission de Maurice Jarrige).
| | Pierre Messmer élu | UDR            | 28 114 | 79,76  |  |  |  |
| | Michel Barthélemy  | Divers droite  | 3 732  | 10,59  |  |  |  |
| | Gabriel Schlosser  | PCF            | 1 605  | 4,55   |  |  |  |
| | Jean-Pierre Garel  | PSU            | 908    | 2,58   |  |  |  |
| | Bernard Parmantier | PS             | 889    | 2,52   |  |  |  |
| |                    |                |        |        |  |  |  |
| Inscrits | Inscrits           | Inscrits       | 54 626 | 100,00 |  |  |  |
| Abstentions | Abstentions        | Abstentions    | 18 222 | 33,36  |  |  |  |
| Votants | Votants            | Votants        | 36 404 | 66,64  |  |  |  |
| Blancs et nuls | Blancs et nuls     | Blancs et nuls | 1 156  | 3,18   |  |  |  |
| Exprimés | Exprimés           | Exprimés       | 35 248 | 96,82  |  |  |  |
| Source : France, Ministère de l'intérieur. Les Elections législatives . Métropole., la Documentation française, 1974 (lire en ligne) |                    |                |        |        |  |  |  |

Le suppléant de Pierre Messmer était Maurice Jarrige. Maurice Jarrige remplaça Pierre Messmer, nommé Premier Ministre, du 6 août 1972 aux élections de 1973.

### Élections de 1973
|                | Pierre Messmer sortant réélu | UDR (URP)      | 33 330 | 72,12  |  |  |  |
|                | Georges Perrin               | MR             | 6 966  | 15,07  |  |  |  |
|                | Jean Garel                   | PS (UGSD)      | 3 633  | 7,86   |  |  |  |
|                | Jean-Louis Domergue          | PCF            | 2 286  | 4,95   |  |  |  |
|                |                              |                |        |        |  |  |  |
| Inscrits       | Inscrits                     | Inscrits       | 55 802 | 100,00 |  |  |  |
| Abstentions    | Abstentions                  | Abstentions    | 8 555  | 15,33  |  |  |  |
| Votants        | Votants                      | Votants        | 47 247 | 84,67  |  |  |  |
| Blancs et nuls | Blancs et nuls               | Blancs et nuls | 1 032  | 2,18   |  |  |  |
| Exprimés       | Exprimés                     | Exprimés       | 46 215 | 97,82  |  |  |  |

Le suppléant de Pierre Messmer était Maurice Jarrige. Maurice Jarrige remplaça Pierre Messmer, Premier Ministre, du 3 mai 1973 au 11 juillet 1974.

### Élection partielle du 29 septembre 1974
(Démission de Maurice Jarrige).
|                                                | Pierre Messmer sortant réélu | UDR            | 23 201 | 54,77  |  |  |  |
|                                                | Aloyse Warhouver             | Centriste      | 7 111  | 16,78  |  |  |  |
|                                                | Oscar Gérard                 | Divers droite  | 5 655  | 13,35  |  |  |  |
|                                                | Vincent Thollon-Pommerol     | PS             | 3 885  | 9,17   |  |  |  |
|                                                | Francis Vigneron             | PCF            | 1 634  | 3,85   |  |  |  |
|                                                | Dominique Palacio            | LO             | 686    | 1,61   |  |  |  |
|                                                | Jean-Jacques Fleck           | FN             | 187    | 0,44   |  |  |  |
|                                                |                              |                |        |        |  |  |  |
| Inscrits                                       | Inscrits                     | Inscrits       | 59 357 | 100,00 |  |  |  |
| Abstentions                                    | Abstentions                  | Abstentions    | 15 943 | 26,86  |  |  |  |
| Votants                                        | Votants                      | Votants        | 43 414 | 73,14  |  |  |  |
| Blancs et nuls                                 | Blancs et nuls               | Blancs et nuls | 1 055  | 2,43   |  |  |  |
| Exprimés                                       | Exprimés                     | Exprimés       | 42 359 | 97,57  |  |  |  |
| Source : Le Monde, édition du 1er octobre 1974 |                              |                |        |        |  |  |  |

Le suppléant de Pierre Messmer était Roger Husson, contremaitre, maire de Dieuze.

### Élections de 1978
|                | Pierre Messmer sortant réélu | RPR            | 28 173 | 54,64  |  |  |  |
|                | Oscar Gérard                 | Divers droite  | 10 189 | 19,76  |  |  |  |
|                | Jean-Maurice Salen           | PS             | 8 462  | 16,41  |  |  |  |
|                | Nino Ferino                  | PCF            | 2 666  | 5,17   |  |  |  |
|                | Nicole Brondel               | LO             | 2 067  | 4,01   |  |  |  |
|                |                              |                |        |        |  |  |  |
| Inscrits       | Inscrits                     | Inscrits       | 62 678 | 100,00 |  |  |  |
| Abstentions    | Abstentions                  | Abstentions    | 9 870  | 15,75  |  |  |  |
| Votants        | Votants                      | Votants        | 52 808 | 84,25  |  |  |  |
| Blancs et nuls | Blancs et nuls               | Blancs et nuls | 1 251  | 2,37   |  |  |  |
| Exprimés       | Exprimés                     | Exprimés       | 51 557 | 97,63  |  |  |  |

Le suppléant de Pierre Messmer était Roger Husson.

### Élections de 1981
|                | Pierre Messmer sortant réélu | RPR (UNM)      | 24 639 | 54,77  |  |  |  |
|                | Bernard Babault              | PS             | 13 104 | 29,13  |  |  |  |
|                | Paul Kirsch                  | Divers droite  | 6 027  | 13,40  |  |  |  |
|                | Nino Ferino                  | PCF            | 1 220  | 2,71   |  |  |  |
|                |                              |                |        |        |  |  |  |
| Inscrits       | Inscrits                     | Inscrits       | 63 982 | 100,00 |  |  |  |
| Abstentions    | Abstentions                  | Abstentions    | 17 785 | 27,8   |  |  |  |
| Votants        | Votants                      | Votants        | 46 197 | 72,2   |  |  |  |
| Blancs et nuls | Blancs et nuls               | Blancs et nuls | 1 207  | 2,61   |  |  |  |
| Exprimés       | Exprimés                     | Exprimés       | 44 990 | 97,39  |  |  |  |

Le suppléant de Pierre Messmer était Martial Villemin, médecin, maire de Delme.

### Élections de 1988
| Candidat       | Candidat                  | Parti                      | Premier tour | Premier tour | Second tour | Second tour |  |
| Candidat       | Candidat                  | Parti                      | Voix         | %            | Voix        | %           |  |
| -------------- | ------------------------- | -------------------------- | ------------ | ------------ | ----------- | ----------- |  |
|                | Jean Kiffer sortant réélu | RPR (URC)                  | 18 236       | 45,96        | 23 367      | 54,22       |  |
|                | Henri Fiszbin sortant     | Divers gauche (Maj. prés.) | 13 128       | 33,09        | 19 727      | 45,78       |  |
|                | Raymonde Jobert           | FN                         | 4 047        | 10,2         |             |             |  |
|                | Gérard Auburtin           | PCF                        | 3 014        | 7,6          |             |             |  |
|                | Guy Walterthum            | diss. RPR                  | 1 249        | 3,15         |             |             |  |
|                |                           |                            |              |              |             |             |  |
| Inscrits       | Inscrits                  | Inscrits                   | 67 290       | 100,00       | 67 240      | 100,00      |  |
| Abstentions    | Abstentions               | Abstentions                | 26 263       | 39,03        | 22 775      | 33,87       |  |
| Votants        | Votants                   | Votants                    | 41 027       | 60,97        | 44 465      | 66,13       |  |
| Blancs et nuls | Blancs et nuls            | Blancs et nuls             | 1 353        | 3,3          | 1 371       | 3,08        |  |
| Exprimés       | Exprimés                  | Exprimés                   | 39 674       | 96,7         | 43 094      | 96,92       |  |

Le suppléant de Jean Kiffer était Christian Fever, mineur de fond à Creutzwald.

### Élections de 1993
| Candidat       | Candidat                  | Parti             | Premier tour | Premier tour | Second tour | Second tour |  |
| Candidat       | Candidat                  | Parti             | Voix         | %            | Voix        | %           |  |
| -------------- | ------------------------- | ----------------- | ------------ | ------------ | ----------- | ----------- |  |
|                | Jean Kiffer sortant réélu | CNIP (UPF)        | 17 564       | 42,36        | 24 653      | 60,34       |  |
|                | Michel Liebgott           | PS (ADFP)         | 7 176        | 17,3         | 16 202      | 39,66       |  |
|                | Gérard Acquaviva          | FN                | 5 941        | 14,33        |             |             |  |
|                | Jean-Yves Merckle         | Divers            | 2 355        | 5,68         |             |             |  |
|                | Gérard Auburtin           | PCF               | 2 223        | 5,36         |             |             |  |
|                | Nicolas Schiffler         | Les Verts (EÉ)    | 2 140        | 5,16         |             |             |  |
|                | Georges Weiland           | Divers écologiste | 1 432        | 3,45         |             |             |  |
|                | Monique Peley             | LT-LNÉ            | 1 380        | 3,33         |             |             |  |
|                | Annick Jolivet            | LO                | 1 257        | 3,03         |             |             |  |
|                |                           |                   |              |              |             |             |  |
| Inscrits       | Inscrits                  | Inscrits          | 68 935       | 100,00       | 68 923      | 100,00      |  |
| Abstentions    | Abstentions               | Abstentions       | 24 388       | 35,38        | 24 340      | 35,31       |  |
| Votants        | Votants                   | Votants           | 44 547       | 64,62        | 44 583      | 64,69       |  |
| Blancs et nuls | Blancs et nuls            | Blancs et nuls    | 3 079        | 6,91         | 3 728       | 8,36        |  |
| Exprimés       | Exprimés                  | Exprimés          | 41 468       | 93,09        | 40 855      | 91,64       |  |

Le suppléant de Jean Kiffer était Michel Defloraine, agriculteur à Bousse, Vice-Président du Conseil régional.

### Élections de 1997
| Candidat       | Candidat              | Parti          | Premier tour | Premier tour | Second tour | Second tour |  |
| Candidat       | Candidat              | Parti          | Voix         | %            | Voix        | %           |  |
| -------------- | --------------------- | -------------- | ------------ | ------------ | ----------- | ----------- |  |
|                | Jean Kiffer sortant   | CNIP (RPR)     | 14 117       | 31,79        | 18 612      | 38,77       |  |
|                | Jean-Marie Aubron élu | PS             | 12 989       | 29,25        | 21 908      | 45,64       |  |
|                | Michelle Lhuillier    | FN             | 9 307        | 20,96        | 7 484       | 15,59       |  |
|                | Brigitte Renn         | Les Verts      | 3 068        | 6,91         |             |             |  |
|                | Vito Laricchiuta      | PCF            | 2 542        | 5,72         |             |             |  |
|                | Annick Jolivet        | LO             | 2 381        | 5,36         |             |             |  |
|                |                       |                |              |              |             |             |  |
| Inscrits       | Inscrits              | Inscrits       | 69 069       | 100,00       | 69 062      | 100,00      |  |
| Abstentions    | Abstentions           | Abstentions    | 22 301       | 32,29        | 19 329      | 27,99       |  |
| Votants        | Votants               | Votants        | 46 768       | 67,71        | 49 733      | 72,01       |  |
| Blancs et nuls | Blancs et nuls        | Blancs et nuls | 2 364        | 5,05         | 1 729       | 3,48        |  |
| Exprimés       | Exprimés              | Exprimés       | 44 404       | 94,95        | 48 004      | 96,52       |  |

Le suppléant de Jean-Marie Aubron était Lionel Fournier, maire de Rombas, chargé de mission à la DDE.

### Élections de 2002
| Candidat       | Candidat                        | Parti            | Premier tour | Premier tour | Second tour | Second tour |  |
| Candidat       | Candidat                        | Parti            | Voix         | %            | Voix        | %           |  |
| -------------- | ------------------------------- | ---------------- | ------------ | ------------ | ----------- | ----------- |  |
|                | Jean Kiffer                     | UMP              | 15 941       | 39,68        | 18 554      | 49,29       |  |
|                | Jean-Marie Aubron sortant réélu | PS (Les Verts)   | 14 219       | 35,39        | 19 089      | 50,71       |  |
|                | Régine Kolb                     | FN               | 5 778        | 14,38        |             |             |  |
|                | Gilbert Pexoto                  | PCF              | 862          | 2,15         |             |             |  |
|                | Patrick Casali                  | MÉI              | 837          | 2,08         |             |             |  |
|                | Annick Jolivet                  | LO               | 772          | 1,92         |             |             |  |
|                | Victor-Robert Villa             | MPF              | 524          | 1,3          |             |             |  |
|                | Brigitte Mijailovic             | Pôle républicain | 468          | 1,16         |             |             |  |
|                | Michel Jakubczyk                | PT               | 390          | 0,97         |             |             |  |
|                | Brigitte Teto                   | MNR              | 384          | 0,96         |             |             |  |
|                |                                 |                  |              |              |             |             |  |
| Inscrits       | Inscrits                        | Inscrits         | 72 226       | 100,00       | 72 213      | 100,00      |  |
| Abstentions    | Abstentions                     | Abstentions      | 31 179       | 43,17        | 33 190      | 45,96       |  |
| Votants        | Votants                         | Votants          | 41 047       | 56,83        | 39 023      | 54,04       |  |
| Blancs et nuls | Blancs et nuls                  | Blancs et nuls   | 872          | 2,12         | 1 380       | 3,54        |  |
| Exprimés       | Exprimés                        | Exprimés         | 40 175       | 97,88        | 37 643      | 96,46       |  |

Le suppléant de Jean-Marie Aubron était Patrick Krzyzanski, conseiller municipal de Creutzwald.

### Élections de 2007
| Candidat       | Candidat                | Parti                      | Premier tour | Premier tour | Second tour | Second tour |  |
| Candidat       | Candidat                | Parti                      | Voix         | %            | Voix        | %           |  |
| -------------- | ----------------------- | -------------------------- | ------------ | ------------ | ----------- | ----------- |  |
|                | Alain Missoffe          | UMP                        | 11 696       | 30,36        | 19 025      | 49,04       |  |
|                | Aurélie Filippetti élue | PS                         | 11 647       | 30,23        | 19 769      | 50,96       |  |
|                | Jean Scharre            | Divers droite (Maj. prés.) | 5 363        | 13,92        |             |             |  |
|                | Jean-Paul Dastillung    | UDF–MoDem                  | 3 296        | 8,55         |             |             |  |
|                | Anne-Marie Salette      | FN                         | 2 273        | 5,9          |             |             |  |
|                | Michel Zimmermann       | LCR                        | 868          | 2,25         |             |             |  |
|                | Vito Laricchiuta        | Extrême gauche (GA)        | 790          | 2,05         |             |             |  |
|                | Josiane Madelaine       | Les Verts                  | 681          | 1,77         |             |             |  |
|                | Annick Jolivet          | LO                         | 538          | 1,4          |             |             |  |
|                | Hélène Respice-Triffon  | MÉI                        | 450          | 1,17         |             |             |  |
|                | Michèle Charaux         | MPF                        | 419          | 1,09         |             |             |  |
|                | Éliane Somsois          | MNR                        | 293          | 0,76         |             |             |  |
|                | Gilles Stephan          | Divers                     | 215          | 0,56         |             |             |  |
|                |                         |                            |              |              |             |             |  |
| Inscrits       | Inscrits                | Inscrits                   | 76 558       | 100,00       | 76 551      | 100,00      |  |
| Abstentions    | Abstentions             | Abstentions                | 37 092       | 48,45        | 36 556      | 47,75       |  |
| Votants        | Votants                 | Votants                    | 39 466       | 51,55        | 39 995      | 52,25       |  |
| Blancs et nuls | Blancs et nuls          | Blancs et nuls             | 937          | 2,37         | 1 201       | 3           |  |
| Exprimés       | Exprimés                | Exprimés                   | 38 529       | 97,63        | 38 794      | 97          |  |

### Élections de 2012
| Candidat       | Candidat                      | Parti          | Premier tour | Premier tour | Second tour | Second tour |  |
| Candidat       | Candidat                      | Parti          | Voix         | %            | Voix        | %           |  |
| -------------- | ----------------------------- | -------------- | ------------ | ------------ | ----------- | ----------- |  |
|                | Michel Liebgott sortant réélu | PS             | 18 326       | 44,28        | 25 448      | 64,40       |  |
|                | Fabien Engelmann              | RBM (FN)       | 8 348        | 20,17        | 14 067      | 35,60       |  |
|                | Sylvie Thomas-Jaminet         | UMP            | 7 093        | 17,14        |             |             |  |
|                | Patrick Péron                 | FG (PCF)       | 3 704        | 8,95         |             |             |  |
|                | Frédéric Di Egidio            | CpF (MoDem)    | 904          | 2,18         |             |             |  |
|                | Pascal Didier                 | EÉLV           | 821          | 1,98         |             |             |  |
|                | Johanna Patrzek               | PRV            | 652          | 1,58         |             |             |  |
|                | Salah Haidas                  | PRG            | 391          | 0,94         |             |             |  |
|                | Bernard Thierry               | LO             | 370          | 0,89         |             |             |  |
|                | Josette Back                  | DLR            | 213          | 0,51         |             |             |  |
|                | Cédric Auveiler               | NPA            | 201          | 0,49         |             |             |  |
|                | Victor Villa                  | Divers centre  | 189          | 0,46         |             |             |  |
|                | Anne-Catherine Lévecque       | POI            | 179          | 0,43         |             |             |  |
|                |                               |                |              |              |             |             |  |
| Inscrits       | Inscrits                      | Inscrits       | 91 179       | 100,00       | 91 179      | 100,00      |  |
| Abstentions    | Abstentions                   | Abstentions    | 49 118       | 53,87        | 49 540      | 54,33       |  |
| Votants        | Votants                       | Votants        | 42 061       | 46,13        | 41 639      | 45,67       |  |
| Blancs et nuls | Blancs et nuls                | Blancs et nuls | 670          | 1,59         | 2 124       | 5,1         |  |
| Exprimés       | Exprimés                      | Exprimés       | 41 391       | 98,41        | 39 515      | 94,9        |  |

### Élections de 2017
Les élections législatives françaises de 2017 ont eu lieu les dimanches 11 et 18 juin 2017.
|                                                                            |                                                                                 |                           |                           |                          |                          |
|                                                                            |                                                                                 | Premier tour 11 juin 2017 | Premier tour 11 juin 2017 | Second tour 18 juin 2017 | Second tour 18 juin 2017 |
|                                                                            |                                                                                 |                           |                           |                          |                          |
|                                                                            |                                                                                 | Nombre                    | % des inscrits            | Nombre                   | % des inscrits           |
| Inscrits                                                                   | Inscrits                                                                        | 92 439                    | 100,00                    | 92 436                   | 100,00                   |
| Abstentions                                                                | Abstentions                                                                     | 59 366                    | 64,22                     | 62 211                   | 67,30                    |
| Votants                                                                    | Votants                                                                         | 33 073                    | 35,78                     | 30 225                   | 32,70                    |
|                                                                            |                                                                                 |                           | % des votants             |                          | % des votants            |
| Bulletins blancs                                                           | Bulletins blancs                                                                | 640                       | 1,94                      | 2 100                    | 6,95                     |
| Bulletins nuls                                                             | Bulletins nuls                                                                  | 170                       | 0,51                      | 678                      | 2,24                     |
| Suffrages exprimés                                                         | Suffrages exprimés                                                              | 32 263                    | 97,55                     | 27 447                   | 90,81                    |
|                                                                            |                                                                                 |                           |                           |                          |                          |
| Candidat Étiquette politique (partis et alliances)                         | Candidat Étiquette politique (partis et alliances)                              | Voix                      | % des exprimés            | Voix                     | % des exprimés           |
|                                                                            |                                                                                 |                           |                           |                          |                          |
|                                                                            | Brahim Hammouche Mouvement démocrate (La République en marche)                  | 9 729                     | 30,16                     | 16 150                   | 58,84                    |
|                                                                            | Hervé Hoff Front national                                                       | 7 517                     | 23,30                     | 11 297                   | 41,16                    |
|                                                                            | Lionel Burriello La France insoumise                                            | 5 038                     | 15,62                     |                          |                          |
|                                                                            | Peggy Mazzero-Becker Parti socialiste                                           | 3 140                     | 9,73                      |                          |                          |
|                                                                            | Éliane Assioma-Costa Les Républicains (Union des démocrates et indépendants)    | 2 488                     | 7,71                      |                          |                          |
|                                                                            | Patrick Peron Parti communiste français                                         | 1 936                     | 6,00                      |                          |                          |
|                                                                            | Pascal Didier Europe Écologie Les Verts                                         | 897                       | 2,78                      |                          |                          |
|                                                                            | Bernadette Meckes Debout la France                                              | 455                       | 1,41                      |                          |                          |
|                                                                            | Bernard Thierry Lutte ouvrière                                                  | 377                       | 1,17                      |                          |                          |
|                                                                            | Xavier Romero Divers (Union populaire républicaine)                             | 248                       | 0,77                      |                          |                          |
|                                                                            | Anne-Catherine Levecque Extrême gauche (Parti ouvrier indépendant démocratique) | 231                       | 0,72                      |                          |                          |
|                                                                            | Kévin Flaus Régionaliste (Mouvement 100 % - Parti lorrain)                      | 207                       | 0,64                      |                          |                          |
|                                                                            | Camille Kiffer Régionaliste (57-Le Parti des Mosellans)                         | 0                         | 0,00                      |                          |                          |
| Source : Ministère de l'Intérieur - Huitième circonscription de la Moselle |                                                                                 |                           |                           |                          |                          |

### Élections de 2022
Les élections législatives françaises de 2022 ont eu lieu les dimanches 12 et 19 juin 2022.
|                                                    |                                                                                 |                           |                           |                          |                          |
|                                                    |                                                                                 | Premier tour 12 juin 2022 | Premier tour 12 juin 2022 | Second tour 19 juin 2022 | Second tour 19 juin 2022 |
|                                                    |                                                                                 |                           |                           |                          |                          |
|                                                    |                                                                                 | Nombre                    | % des inscrits            | Nombre                   | % des inscrits           |
| Inscrits                                           | Inscrits                                                                        | 91 160                    | 100                       | 91 209                   | 100                      |
| Abstentions                                        | Abstentions                                                                     | 58 672                    | 64,36                     | 59 273                   | 64,99                    |
| Votants                                            | Votants                                                                         | 32 488                    | 35,64                     | 31 936                   | 35,01                    |
|                                                    |                                                                                 |                           | % des votants             |                          | % des votants            |
| Bulletins blancs                                   | Bulletins blancs                                                                | 577                       | 1,78                      | 2370                     | 7,42                     |
| Bulletins nuls                                     | Bulletins nuls                                                                  | 168                       | 0,52                      | 620                      | 1,94                     |
| Suffrages exprimés                                 | Suffrages exprimés                                                              | 31 743                    | 97,71                     | 28 946                   | 90,64                    |
|                                                    |                                                                                 |                           |                           |                          |                          |
| Candidat Étiquette politique (partis et alliances) | Candidat Étiquette politique (partis et alliances)                              | Voix                      | % des exprimés            | Voix                     | % des exprimés           |
|                                                    |                                                                                 |                           |                           |                          |                          |
|                                                    | Laurent Jacobelli Rassemblement national                                        | 11 167                    | 35,18                     | 15 176                   | 52,43                    |
|                                                    | Céline Léger Nouvelle Union populaire écologique et sociale La France insoumise | 8 750                     | 27,57                     | 13 770                   | 47,57                    |
|                                                    | Brahim Hammouche* Ensemble !                                                    | 7 455                     | 23,49                     |                          |                          |
|                                                    | Sébastien André Reconquête                                                      | 1 159                     | 3,65                      |                          |                          |
|                                                    | Raphaëlle Rosa Les Républicains                                                 | 1 120                     | 3,53                      |                          |                          |
|                                                    | Claire David Droite souverainiste Debout la France                              | 573                       | 1,81                      |                          |                          |
|                                                    | Chariya Oum Parti animaliste                                                    | 544                       | 1,71                      |                          |                          |
|                                                    | Annick Jolivet Lutte ouvrière                                                   | 496                       | 1,56                      |                          |                          |
|                                                    | Anne-Catherine Lévecque Parti ouvrier indépendant démocratique                  | 479                       | 1,51                      |                          |                          |
| * Député sortant                                   |                                                                                 |                           |                           |                          |                          |

### Élections de 2024
| Candidat                 | Candidat                 | Parti et coalition       | Nuance                   | Premier tour | Premier tour | Second tour | Second tour |
| Candidat                 | Candidat                 | Parti et coalition       | Nuance                   | Voix         | %            | Voix        | %           |
| ------------------------ | ------------------------ | ------------------------ | ------------------------ | ------------ | ------------ | ----------- | ----------- |
|                          | Laurent Jacobelli        | RN                       | RN                       | 23 558       | 46,36        | 26 435      | 54,41       |
|                          | Céline Léger             | LFI (NFP)                | UG                       | 14 724       | 28,98        | 22 147      | 45,59       |
|                          | Samuel Zonato            | PRV (ENS)                | ENS                      | 7 986        | 15,72        |             |             |
|                          | Raphaëlle Rosa           | LR (UDC)                 | LR                       | 3 296        | 6,49         |             |             |
|                          | Annick Jolivet           | LO                       | EXG                      | 1 249        | 2,46         |             |             |
|                          |                          |                          |                          |              |              |             |             |
| Votes valides            | Votes valides            | Votes valides            | Votes valides            | 50 813       | 97,11        | 48 582      | 91,67       |
| Votes blancs             | Votes blancs             | Votes blancs             | Votes blancs             | 1 112        | 2,13         | 3 516       | 6,63        |
| Votes nuls               | Votes nuls               | Votes nuls               | Votes nuls               | 401          | 0,77         | 897         | 1,69        |
| Total                    | Total                    | Total                    | Total                    | 52 326       | 100          | 52 995      | 100         |
| Abstention               | Abstention               | Abstention               | Abstention               | 39 048       | 42,73        | 38 387      | 42,01       |
| Inscrits / participation | Inscrits / participation | Inscrits / participation | Inscrits / participation | 91 374       | 57,27        | 91 382      | 57,99       |

#### Département de la Moselle
- La fiche de l'INSEE de cette circonscription : « Tableaux et Analyses de la huitième circonscription de la Moselle », sur insee.fr, site de l'Institut national de la statistique et des études économiques (consulté le 10 juin 2007) [PDF]

- « Tous les députés du département de la Moselle depuis 1789 », sur assemblee-nationale.fr, site de l'Assemblée nationale française (consulté le 10 juin 2007)

- « Informations contentieuses sur le département de la Moselle (Élections législatives de 2002) »(Archive.org • Wikiwix • Archive.is • Google • Que faire ?), sur conseil-constitutionnel.fr, site du Conseil constitutionnel (consulté le 13 juin 2007)

#### Circonscriptions en France
- « Carte des circonscriptions législatives en France », sur assemblee-nationale.fr, site de l'Assemblée nationale française (consulté le 10 juin 2007)

- « Résultats électoraux officiels en France », sur interieur.gouv.fr, site du ministère de l'Intérieur (France) (consulté le 13 juin 2007)

- Description et Atlas des circonscriptions électorales de France sur http://www.atlaspol.com, Atlaspol, site de cartographie géopolitique, consulté le 13 juin 2007.